# 皇甫希之
皇甫希之（？—？），安定郡朝那县（今宁夏回族自治区固原市彭阳县）人，西晋隐士皇甫谧六世孙。

## 生平
元兴二年（403年），桓玄认为历朝历代都有隐居避世之人，以唯独自己所处的时代没有隐士为耻，桓玄于是访求到西晋隐士皇甫谧的六世孙皇甫希之，供给他钱财费用，又让皇甫希之在山林中隐居，征召皇甫希之出任著作郎，桓玄都命令皇甫希之推让不接受，然后请皇帝诏令表彰礼待，号称皇甫希之为高士，当时人们都称皇甫希之为“冒充隐士” 。